# Sabrina Carpenter/Diskografie
Diese Diskografie ist eine Übersicht über die musikalischen Werke der US-amerikanischen Sängerin Sabrina Carpenter. Den Schallplattenauszeichnungen zufolge hat sie bisher mehr als 55,8 Millionen Tonträger verkauft, davon alleine in ihrer Heimat über 35 Millionen. Ihre erfolgreichste Veröffentlichung ist die Single Espresso mit über 12,9 Millionen verkauften Einheiten.

## Alben

### Studioalben
| Jahr | Titel Musiklabel                         | Höchstplatzierung, Gesamtwochen, AuszeichnungChartplatzierungen (Jahr, Titel, Musiklabel, Platzierungen, Wochen, Auszeichnungen, Anmerkungen) | Höchstplatzierung, Gesamtwochen, AuszeichnungChartplatzierungen (Jahr, Titel, Musiklabel, Platzierungen, Wochen, Auszeichnungen, Anmerkungen) | Höchstplatzierung, Gesamtwochen, AuszeichnungChartplatzierungen (Jahr, Titel, Musiklabel, Platzierungen, Wochen, Auszeichnungen, Anmerkungen) | Höchstplatzierung, Gesamtwochen, AuszeichnungChartplatzierungen (Jahr, Titel, Musiklabel, Platzierungen, Wochen, Auszeichnungen, Anmerkungen) | Höchstplatzierung, Gesamtwochen, AuszeichnungChartplatzierungen (Jahr, Titel, Musiklabel, Platzierungen, Wochen, Auszeichnungen, Anmerkungen) | Anmerkungen                                                 |
| Jahr | Titel Musiklabel                         | DE | AT | CH | UK | US | Anmerkungen                                                 |
| ---- | ---------------------------------------- | --- | --- | --- | --- | --- | ----------------------------------------------------------- |
| 2015 | Eyes Wide Open Hollywood Records (UMG)   | — | — | — | — | US43 (4 Wo.)US | Erstveröffentlichung: 14. April 2015                        |
| 2016 | EVOLution Hollywood Records (UMG)        | — | — | — | — | US28 (1 Wo.)US | Erstveröffentlichung: 14. Oktober 2016                      |
| 2018 | Singular: Act I Hollywood Records (UMG)  | — | — | — | — | US103 (1 Wo.)US | Erstveröffentlichung: 9. November 2018                      |
| 2019 | Singular: Act II Hollywood Records (UMG) | — | — | — | — | US138 (1 Wo.)US | Erstveröffentlichung: 19. Juli 2019                         |
| 2022 | Emails I Can’t Send Island Records (UMG) | — | — | CH68 (1 Wo.)CH | UK40 Gold · (58 Wo.)UK | US23 Platin · (88 Wo.)US | Erstveröffentlichung: 15. Juli 2022 Verkäufe: + 1.180.000   |
| 2024 | Short n’ Sweet Island Records (UMG)      | DE3 Gold · (… Wo.)DE | AT1 (… Wo.)AT | CH1 (… Wo.)CH | UK1 ×2Doppelplatin · (… Wo.)UK | US1 ×3Dreifachplatin · (… Wo.)US | Erstveröffentlichung: 23. August 2024 Verkäufe: + 4.502.000 |

### EPs
| Jahr | Titel Musiklabel                                      | Höchstplatzierung, Gesamtwochen, AuszeichnungChartplatzierungen (Jahr, Titel, Musiklabel, Platzierungen, Wochen, Auszeichnungen, Anmerkungen) | Höchstplatzierung, Gesamtwochen, AuszeichnungChartplatzierungen (Jahr, Titel, Musiklabel, Platzierungen, Wochen, Auszeichnungen, Anmerkungen) | Höchstplatzierung, Gesamtwochen, AuszeichnungChartplatzierungen (Jahr, Titel, Musiklabel, Platzierungen, Wochen, Auszeichnungen, Anmerkungen) | Höchstplatzierung, Gesamtwochen, AuszeichnungChartplatzierungen (Jahr, Titel, Musiklabel, Platzierungen, Wochen, Auszeichnungen, Anmerkungen) | Höchstplatzierung, Gesamtwochen, AuszeichnungChartplatzierungen (Jahr, Titel, Musiklabel, Platzierungen, Wochen, Auszeichnungen, Anmerkungen) | Anmerkungen                             |
| Jahr | Titel Musiklabel                                      | DE | AT | CH | UK | US | Anmerkungen                             |
| ---- | ----------------------------------------------------- | --- | --- | --- | --- | --- | --------------------------------------- |
| 2014 | Can’t Blame a Girl for Trying Hollywood Records (UMG) | — | — | — | — | — | Erstveröffentlichung: 15. März 2014     |
| 2023 | Fruitcake Island Records (UMG)                        | DE20 (1 Wo.)DE | — | — | UK5 (3 Wo.)UK | US10 (6 Wo.)US | Erstveröffentlichung: 17. November 2023 |

## Singles

### Als Leadmusikerin
| Jahr | Titel Album                                                            | Höchstplatzierung, Gesamtwochen, AuszeichnungChartplatzierungen (Jahr, Titel, Album, Platzierungen, Wochen, Auszeichnungen, Anmerkungen) | Höchstplatzierung, Gesamtwochen, AuszeichnungChartplatzierungen (Jahr, Titel, Album, Platzierungen, Wochen, Auszeichnungen, Anmerkungen) | Höchstplatzierung, Gesamtwochen, AuszeichnungChartplatzierungen (Jahr, Titel, Album, Platzierungen, Wochen, Auszeichnungen, Anmerkungen) | Höchstplatzierung, Gesamtwochen, AuszeichnungChartplatzierungen (Jahr, Titel, Album, Platzierungen, Wochen, Auszeichnungen, Anmerkungen) | Höchstplatzierung, Gesamtwochen, AuszeichnungChartplatzierungen (Jahr, Titel, Album, Platzierungen, Wochen, Auszeichnungen, Anmerkungen) | Anmerkungen                                                                                 |
| Jahr | Titel Album                                                            | DE | AT | CH | UK | US | Anmerkungen                                                                                 |
| --- | ---------------------------------------------------------------------- | --- | --- | --- | --- | --- | ------------------------------------------------------------------------------------------- |
| 2011 | Fall Apart –                                                           | — | — | — | — | — | Erstveröffentlichung: 21. Januar 2011                                                       |
| 2011 | Make You Feel My Love –                                                | — | — | — | — | — | Erstveröffentlichung: 24. Juni 2011 feat. Cameron Hawk & Nathaniel Hawk Original: Bob Dylan |
| 2012 | Safe and Sound –                                                       | — | — | — | — | — | Erstveröffentlichung: 21. Juli 2012 Original: Taylor Swift                                  |
| 2014 | Can’t Blame a Girl for Trying                                          | — | — | — | — | US— GoldUS | Erstveröffentlichung: 14. März 2014 Verkäufe: + 500.000                                     |
| 2014 | Take on the World Disney Channel Play It Loud (Sampler)                | — | — | — | — | — | Erstveröffentlichung: 19. Mai 2014 mit Rowan Blanchard                                      |
| 2014 | Stand Out –                                                            | — | — | — | — | — | Erstveröffentlichung: 12. August 2014                                                       |
| 2014 | The Middle of Starting Over –                                          | — | — | — | — | — | Erstveröffentlichung: 19. August 2014                                                       |
| 2014 | Silver Nights –                                                        | — | — | — | — | — | Erstveröffentlichung: 10. November 2014                                                     |
| 2015 | We’ll be the Stars Eyes Wide Open                                      | — | — | — | — | — | Erstveröffentlichung: 13. Januar 2015                                                       |
| 2015 | Eyes Wide Open                                                         | — | — | — | — | US— GoldUS | Erstveröffentlichung: 7. April 2015 Verkäufe: + 530.000                                     |
| 2015 | Christmas the Whole Year Round A Hollywood Christmas (Sampler)         | — | — | — | — | — | Erstveröffentlichung: 13. November 2015                                                     |
| 2016 | Smoke and Fire –                                                       | — | — | — | — | — | Erstveröffentlichung: 16. Februar 2016                                                      |
| 2016 | On Purpose EVOLution                                                   | — | — | — | — | — | Erstveröffentlichung: 29. Juli 2016                                                         |
| 2016 | All We Have Is Love EVOLution                                          | — | — | — | — | — | Erstveröffentlichung: 23. September 2016                                                    |
| 2016 | Run and Hide EVOLution                                                 | — | — | — | — | — | Erstveröffentlichung: 30. September 2016                                                    |
| 2016 | Thumbs EVOLution                                                       | — | — | — | UK— SilberUK | US— PlatinUS | Erstveröffentlichung: 7. Oktober 2016 Verkäufe: + 1.385.000                                 |
| 2017 | Sign of the Times –                                                    | — | — | — | — | — | Erstveröffentlichung: 2. Juni 2017 mit Jasmine Thompson; Original: Harry Styles             |
| 2017 | Why Singular: Act I (Japanese Edition)                                 | — | — | — | — | US— GoldUS | Erstveröffentlichung: 7. Juli 2017 Verkäufe: + 590.000                                      |
| 2017 | Tomorrow Starts Today (Andi Mack Theme Song) –                         | — | — | — | — | — | Erstveröffentlichung: 20. Oktober 2017                                                      |
| 2017 | Have Yourself a Merry Little Christmas A Hollywood Christmas (Sampler) | DE99 (1 Wo.)DE | — | — | — | — | Erstveröffentlichung: 27. Oktober 2017 Original: Judy Garland                               |
| 2018 | Alien Singular: Act I (Japanese Edition) • Blue                        | — | — | — | — | — | Erstveröffentlichung: 16. März 2018 Verkäufe: + 20.000; mit Jonas Blue                      |
| 2018 | Almost Love Singular: Act I                                            | — | — | — | — | — | Erstveröffentlichung: 6. Juni 2018 Verkäufe: + 20.000                                       |
| 2018 | Paris Singular: Act I                                                  | — | — | — | — | — | Erstveröffentlichung: 25. Oktober 2018                                                      |
| 2018 | Bad Time Singular: Act I                                               | — | — | — | — | — | Erstveröffentlichung: 2. November 2018                                                      |
| 2018 | Sue Me Singular: Act I                                                 | — | — | — | — | US— PlatinUS | Erstveröffentlichung: 16. November 2018 Verkäufe: + 1.150.000                               |
| 2019 | Pushing 20 Singular: Act II                                            | — | — | — | — | — | Erstveröffentlichung: 8. März 2019                                                          |
| 2019 | Exhale Singular: Act II                                                | — | — | — | — | — | Erstveröffentlichung: 3. Mai 2019                                                           |
| 2019 | In My Bed Singular: Act II                                             | — | — | — | — | — | Erstveröffentlichung: 7. Juni 2019                                                          |
| 2019 | I’m Fakin Singular: Act II                                             | — | — | — | — | — | Erstveröffentlichung: 12. Juli 2019                                                         |
| 2020 | Honeymoon Fades –                                                      | — | — | — | — | — | Erstveröffentlichung: 14. Februar 2020                                                      |
| 2020 | Let Me Move You –                                                      | — | — | — | — | — | Erstveröffentlichung: 24. Juli 2020 Verkäufe: + 40.000                                      |
| 2021 | Skin –                                                                 | DE— aDE | AT62 (1 Wo.)AT | CH99 (1 Wo.)CH | UK28 (4 Wo.)UK | US48 Gold · (3 Wo.)US | Erstveröffentlichung: 22. Januar 2021 Verkäufe: + 575.000                                   |
| 2021 | Skinny Dipping Emails I Can’t Send                                     | — | — | — | — | — | Erstveröffentlichung: 9. September 2021                                                     |
| 2022 | Fast Times Emails I Can’t Send                                         | — | — | — | — | — | Erstveröffentlichung: 18. Februar 2022 Verkäufe: + 20.000                                   |
| 2022 | Vicious Emails I Can’t Send                                            | — | — | — | — | — | Erstveröffentlichung: 1. Juli 2022 Verkäufe: + 55.000                                       |
| 2022 | Nonsense Emails I Can’t Send                                           | — | — | — | UK32 Platin · (10 Wo.)UK | US56 Platin · (19 Wo.)US | Erstveröffentlichung: 14. November 2022 Verkäufe: + 2.575.000                               |
| 2022 | A Nonsense Christmas Fruitcake                                         | — | — | — | UK16 (5 Wo.)UK | — | Erstveröffentlichung: 7. Dezember 2022                                                      |
| 2023 | Feather Emails I Can’t Send Fwd: (Deluxe Edition)                      | — | — | — | UK19 Platin · (20 Wo.)UK | US21 ×2Doppelplatin · (37 Wo.)US | Erstveröffentlichung: 4. August 2023 Verkäufe: + 3.220.000                                  |
| 2024 | Espresso Short n’ Sweet                                                | DE4 Gold · (… Wo.)DE | AT5 Platin · (65 Wo.)AT | CH2 ×2Doppelplatin · (… Wo.)CH | UK1 ×4Vierfachplatin · (… Wo.)UK | US3 ×7Siebenfachplatin · (65 Wo.)US | Erstveröffentlichung: 12. April 2024 Verkäufe: + 12.938.333                                 |
| 2024 | Please Please Please Short n’ Sweet                                    | DE33 (16 Wo.)DE | AT13 Gold · (16 Wo.)AT | CH12 Gold · (19 Wo.)CH | UK1 ×2Doppelplatin · (25 Wo.)UK | US1 ×5Fünffachplatin · (38 Wo.)US | Erstveröffentlichung: 7. Juni 2024 Verkäufe: + 7.990.000                                    |
| 2024 | Taste Short n’ Sweet                                                   | DE24 (24 Wo.)DE | AT14 (20 Wo.)AT | CH22 Gold · (28 Wo.)CH | UK1 ×2Doppelplatin · (… Wo.)UK | US2 ×3Dreifachplatin · (38 Wo.)US | Erstveröffentlichung: 23. August 2024 Verkäufe: + 5.615.000                                 |
| 2025 | Bed Chem Short n’ Sweet                                                | — | — | — | UK6 Platin · (25 Wo.)UK | US14 ×2Doppelplatin · (32 Wo.)US | Erstveröffentlichung: 10. Januar 2025 Verkäufe: + 3.050.000                                 |
| 2025 | Manchild –                                                             | DE17 (… Wo.)DE | AT19 (6 Wo.)AT | CH25 (… Wo.)CH | UK1 Silber · (… Wo.)UK | US1 (… Wo.)US | Erstveröffentlichung: 5. Juni 2025 Verkäufe: + 250.000                                      |
| Folgende Lieder erschienen nicht als Single, wurden aber durch das Album zum Download und Streaming bereitgestellt und konnten somit eine Platzierung erlangen: |                                                                        | | | | | |                                                                                             |
| |                                                                        | | | | | |                                                                                             |
| 2023 | Buy Me Presents Fruitcake                                              | — | — | — | UK83 (1 Wo.)UK | — | Charteinstieg: 14. Dezember 2023                                                            |
| 2024 | Good Graces Short n’ Sweet                                             | — | — | — | UK— SilberUK | US15 Platin · (13 Wo.)US | Charteinstieg: 7. September 2024 Verkäufe: + 1.430.000                                      |
| 2024 | Sharpest Tool Short n’ Sweet                                           | — | — | — | UK— SilberUK | US21 Gold · (7 Wo.)US | Charteinstieg: 7. September 2024 Verkäufe: + 795.000                                        |
| 2024 | Juno Short n’ Sweet                                                    | — | — | — | UK24 Gold · (7 Wo.)UK | US22 Platin · (17 Wo.)US | Charteinstieg: 7. September 2024 Verkäufe: + 1.630.000                                      |
| 2024 | Coincidence Short n’ Sweet                                             | — | — | — | UK— SilberUK | US26 Gold · (7 Wo.)US | Charteinstieg: 7. September 2024 Verkäufe: + 780.000                                        |
| 2024 | Slim Pickins Short n’ Sweet                                            | — | — | — | — | US27 Gold · (5 Wo.)US | Charteinstieg: 7. September 2024 Verkäufe: + 595.000                                        |
| 2024 | Dumb & Poetic Short n’ Sweet                                           | — | — | — | — | US32 Gold · (3 Wo.)US | Charteinstieg: 7. September 2024 Verkäufe: + 560.000                                        |
| 2024 | Don’t Smile Short n’ Sweet                                             | — | — | — | — | US35 Gold · (3 Wo.)US | Charteinstieg: 7. September 2024 Verkäufe: + 560.000                                        |
| 2024 | Lie to Girls Short n’ Sweet                                            | — | — | — | — | US41 Gold · (2 Wo.)US | Charteinstieg: 7. September 2024 Verkäufe: + 560.000                                        |
| 2025 | Busy Woman Short n’ Sweet (Deluxe)                                     | — | — | — | UK6 Gold · (16 Wo.)UK | US27 Gold · (16 Wo.)US | Charteinstieg: 27. Februar 2025 Verkäufe: + 900.000                                         |
| 2025 | 15 Minutes Short n’ Sweet (Deluxe)                                     | — | — | — | — | US67 (1 Wo.)US | Charteinstieg: 1. März 2025                                                                 |
| 2025 | Couldn’t Make It Any Harder Short n’ Sweet (Deluxe)                    | — | — | — | — | US84 (1 Wo.)US | Charteinstieg: 1. März 2025                                                                 |
| 2025 | Bad Reviews Short n’ Sweet (Deluxe)                                    | — | — | — | — | US87 (1 Wo.)US | Charteinstieg: 1. März 2025                                                                 |

### Als Gastmusikerin
| Jahr | Titel Album                                          | Höchstplatzierung, Gesamtwochen, AuszeichnungChartplatzierungen (Jahr, Titel, Album, Platzierungen, Wochen, Auszeichnungen, Anmerkungen) | Höchstplatzierung, Gesamtwochen, AuszeichnungChartplatzierungen (Jahr, Titel, Album, Platzierungen, Wochen, Auszeichnungen, Anmerkungen) | Höchstplatzierung, Gesamtwochen, AuszeichnungChartplatzierungen (Jahr, Titel, Album, Platzierungen, Wochen, Auszeichnungen, Anmerkungen) | Höchstplatzierung, Gesamtwochen, AuszeichnungChartplatzierungen (Jahr, Titel, Album, Platzierungen, Wochen, Auszeichnungen, Anmerkungen) | Höchstplatzierung, Gesamtwochen, AuszeichnungChartplatzierungen (Jahr, Titel, Album, Platzierungen, Wochen, Auszeichnungen, Anmerkungen) | Anmerkungen |
| Jahr | Titel Album                                          | DE | AT | CH | UK | US | Anmerkungen |
| ---- | ---------------------------------------------------- | --- | --- | --- | --- | --- | --- |
| 2012 | I’ll Be Home for Christmas Christmas Past & Presents | — | — | — | — | — | Erstveröffentlichung: 19. Dezember 2012 Ali Brustofski feat. Sabrina Carpenter & Danielle Lowe Original: Bing Crosby |
| 2016 | Santa Claus Is Coming to Town –                      | — | — | — | — | — | Erstveröffentlichung: 16. Dezember 2016 DNCE feat. Various Artists Original: Harry Reser & His Orchestra             |
| 2017 | Hands Night & Day                                    | — | — | — | — | — | Erstveröffentlichung: 19. Mai 2017 Verkäufe: + 40.000 Mike Perry feat. Sabrina Carpenter & The Vamps                 |
| 2017 | First Love –                                         | — | — | — | — | — | Erstveröffentlichung: 13. Oktober 2017 Lost Kings feat. Sabrina Carpenter                                            |
| 2019 | On My Way World of Walker                            | DE85 (1 Wo.)DE | AT— GoldAT | CH34 (19 Wo.)CH | UK— SilberUK | — | Erstveröffentlichung: 21. März 2019 Verkäufe: + 440.000 Alan Walker feat. Sabrina Carpenter & Farruko                |
| 2020 | Tricky Flash                                         | — | — | — | — | — | Erstveröffentlichung: 6. März 2020 Shoffy feat. Sabrina Carpenter                                                    |
| 2020 | WOW (Remix) –                                        | — | — | — | — | — | Erstveröffentlichung: 25. September 2020 Zara Larsson feat. Sabrina Carpenter                                        |
| 2023 | That’s Not How This Works (Sabrina’s Version) –      | — | — | — | — | — | Erstveröffentlichung: 14. April 2023 Charlie Puth feat. Sabrina Carpenter & Dan + Shay                               |
| 2023 | Cupid (Remix) The Beginning                          | DE— bDE | AT— bAT | CH— bCH | UK— bUK | US— bUS | Erstveröffentlichung: 18. August 2023 Fifty Fifty feat. Sabrina Carpenter                                            |
| 2024 | You Need Me Now? I’m Doing It Again Baby!            | — | — | — | — | — | Erstveröffentlichung: 22. März 2024 Girl in Red feat. Sabrina Carpenter                                              |

## Musikvideos
| Jahr | Titel                            | Regie                                                                                              |
| ---- | -------------------------------- | -------------------------------------------------------------------------------------------------- |
| 2011 | Fall Apart                       | Hank Devos                                                                                         |
| 2014 | Can’t Blame a Girl for Trying    | Kinga Burza                                                                                        |
| 2014 | The Middle of Starting Over      | The Young Astronauts                                                                               |
| 2015 | We’ll Be the Stars               | Sarah McColgan                                                                                     |
| 2015 | Eyes Wide Open                   | Sarah McColgan                                                                                     |
| 2016 | Smoke and Fire                   | Jessie Hill                                                                                        |
| 2016 | On Purpose                       | James Miller                                                                                       |
| 2017 | Thumbs                           | Hayley Young                                                                                       |
| 2017 | Why                              | Jay Martin                                                                                         |
| 2018 | Alien                            | Carly Cussen                                                                                       |
| 2018 | Almost Love                      | Hannah Lux Davis                                                                                   |
| 2018 | Sue Me                           | Lauren Dunn                                                                                        |
| 2018 | Paris                            | Jasper Cable-Alexander                                                                             |
| 2019 | Exhale                           | Mowgly Lee                                                                                         |
| 2019 | In My Bed                        | Phillip Lopez                                                                                      |
| 2019 | On My Way                        | Kristian Berg, Frederic Esnault, Alexander Zarate Frez                                             |
| 2021 | Skin                             | Jason Lester                                                                                       |
| 2021 | Skinny Dipping                   | Amber Park, Jessica Severn, Chris Shelley                                                          |
| 2022 | Fast Times                       | Amber Park                                                                                         |
| 2022 | Because I Liked a Boy            | Amber Park                                                                                         |
| 2022 | Nonsense                         | Danica Kleinknecht                                                                                 |
| 2023 | Feather                          | Mia Barnes                                                                                         |
| 2023 | Santa Doesn’t Know You Like I Do | Rebekah Campbell                                                                                   |
| 2024 | Espresso                         | Dave Meyers                                                                                        |
| 2024 | Please Please Please             | Bardia Zeinali (Soloversion, 2024) Sabrina Carpenter, Sean Price Williams (mit Dolly Parton, 2025) |
| 2024 | Taste                            | Dave Meyers                                                                                        |

## Promoveröffentlichungen
| Jahr | Titel Album                                                                     | Anmerkungen                                                                              |
| ---- | ------------------------------------------------------------------------------- | ---------------------------------------------------------------------------------------- |
| 2016 | Wildside Your Favorite Songs From 100 Disney Channel Original Movies (Sampler)  | Erstveröffentlichung: 20. Mai 2016 mit Sofia Carson                                      |
| 2016 | A Dream Is a Wish Your Heart Makes / So This Is Love Medley Dream Big, Princess | Erstveröffentlichung: 26. August 2016 Original: Ilene Woods / Mike Douglas & Ilene Woods |

## Sonderveröffentlichungen

### Alben
| Jahr | Titel Musiklabel                         | Anmerkungen                                                             |
| ---- | ---------------------------------------- | ----------------------------------------------------------------------- |
| 2017 | Pandora Sessions Hollywood Records (UMG) | Erstveröffentlichung: 11. August 2017 Teil der „Pandora-Sessions“-Reihe |
| 2023 | Spotify Singles Island Records (UMG)     | Erstveröffentlichung: 18. Oktober 2023 Teil der „Spotify-Singles“-Reihe |

### Lieder
| Jahr | Titel Album                                              | Anmerkungen |
| ---- | -------------------------------------------------------- | --- |
| 2014 | I Still Haven’t Found What I’m Looking For Peter Hollens | Erstveröffentlichung: 27. Oktober 2014 Peter Hollens feat. Sabrina Carpenter; Original: U2                           |
| 2016 | I’ll Be Home for Christmas Christmas Past & Presents     | Erstveröffentlichung: 21. November 2016 Ali Brustofski feat. Sabrina Carpenter & Danielle Lowe Original: Bing Crosby |
| 2017 | Hands Night & Day                                        | Erstveröffentlichung: 14. Juli 2017 Mike Perry feat. Sabrina Carpenter & The Vamps                                   |
| 2017 | You’re a Mean One, Mr. Grinch Warmer in the Winter       | Erstveröffentlichung: 20. Oktober 2017 Lindsey Stirling feat. Sabrina Carpenter                                      |
| 2018 | Alien Blue                                               | Erstveröffentlichung: 9. November 2018 mit Jonas Blue                                                                |
| 2020 | Tricky Flash                                             | Erstveröffentlichung: 13. März 2020 Shoffy feat. Sabrina Carpenter                                                   |
| 2021 | On My Way World of Walker                                | Erstveröffentlichung: 26. November 2021 Alan Walker feat. Sabrina Carpenter & Farruko                                |
| 2023 | Cupid (Remix) The Beginning                              | Erstveröffentlichung: 22. September 2023 Fifty Fifty feat. Sabrina Carpenter                                         |
| 2024 | You Need Me Now? I’m Doing It Again Baby!                | Erstveröffentlichung: 12. April 2024 Girl in Red feat. Sabrina Carpenter                                             |

| Jahr | Titel Album                                                                     | Anmerkungen                                                                              |
| ---- | ------------------------------------------------------------------------------- | ---------------------------------------------------------------------------------------- |
| 2012 | Smile Disney Fairies: Faith, Trust, and Pixie Dust                              | Erstveröffentlichung: 16. Oktober 2012                                                   |
| 2013 | It’s Finally Christmas Holidays Unwrapped                                       | Erstveröffentlichung: 15. Oktober 2013                                                   |
| 2014 | Take on the World Disney Channel Play It Loud                                   | Erstveröffentlichung: 11. Februar 2014 mit Rowan Blanchard                               |
| 2016 | Wildside Your Favorite Songs From 100 Disney Channel Original Movies            | Erstveröffentlichung: 20. Mai 2016 mit Sofia Carson                                      |
| 2016 | A Dream Is a Wish Your Heart Makes / So This Is Love Medley Dream Big, Princess | Erstveröffentlichung: 26. August 2016 Original: Ilene Woods / Mike Douglas & Ilene Woods |
| 2017 | Christmas the Whole Year Round A Hollywood Christmas                            | Erstveröffentlichung: 8. Dezember 2017                                                   |
| 2017 | Have Yourself a Merry Little Christmas A Hollywood Christmas                    | Erstveröffentlichung: 8. Dezember 2017 Original: Judy Garland                            |

| Jahr | Titel Soundtrack                                              | Anmerkungen                                                              |
| ---- | ------------------------------------------------------------- | ------------------------------------------------------------------------ |
| 2013 | Princess Things Sofia die Erste – Auf einmal Prinzessin       | Erstveröffentlichung: 12. Februar 2013 mit dem Sofia-die-Erste-Cast      |
| 2013 | The Goldenwing Circus Sofia die Erste – Auf einmal Prinzessin | Erstveröffentlichung: 12. Februar 2013 mit dem Sofia-die-Erste-Cast      |
| 2015 | Rescue Me Teen Beach 2                                        | Erstveröffentlichung: 23. Juni 2015                                      |
| 2018 | Lie for Love Sierra Burgess Is a Loser                        | Erstveröffentlichung: 7. September 2018                                  |
| 2020 | Your Name The Short History of the Long Road                  | Erstveröffentlichung: 24. Juni 2020 Morgan Kibby feat. Sabrina Carpenter |
| 2020 | Perfect Song Royalties                                        | Erstveröffentlichung: 3. Juli 2020                                       |
| 2020 | Blueberries Clouds                                            | Erstveröffentlichung: 16. Oktober 2020                                   |
| 2020 | Clouds                                                        | Erstveröffentlichung: 16. Oktober 2020 mit Fin Argus                     |
| 2020 | Fix Me Up Clouds                                              | Erstveröffentlichung: 16. Oktober 2020 mit Fin Argus                     |
| 2020 | How to Go to Confession Clouds                                | Erstveröffentlichung: 16. Oktober 2020                                   |

## Statistik

### Chartauswertung
|                     | DE    | AT    | CH    | UK    | US    |
| ------------------- | ----- | ----- | ----- | ----- | ----- |
| Nummer-eins-Alben   | DE—DE | AT1AT | CH1CH | UK1UK | US1US |
| Top-10-Alben        | DE1DE | AT1AT | CH1CH | UK2UK | US2US |
| Alben in den Charts | DE2DE | AT1AT | CH2CH | UK3UK | US7US |

|                       | DE    | AT    | CH    | UK     | US     |
| --------------------- | ----- | ----- | ----- | ------ | ------ |
| Nummer-eins-Singles   | DE—DE | AT—AT | CH—CH | UK4UK  | US2US  |
| Top-10-Singles        | DE1DE | AT1AT | CH1CH | UK6UK  | US4US  |
| Singles in den Charts | DE6DE | AT5AT | CH6CH | UK12UK | US20US |

### Auszeichnungen für Musikverkäufe
Die Lieder Already Over (+ 20.000), Because I Liked a Boy (+ 850.000), Emails I Can’t Send (+ 20.000), Looking at Me (+ 880.000), Opposite (+ 20.000), Read Your Mind (+ 55.000) und Tornado Warnings (+ 20.000) wurden weder als Singles veröffentlicht, noch konnten sie aufgrund von Downloads oder Streaming die Charts erreichen, dennoch erhielten sie Schallplattenauszeichnungen.

| Land/RegionAuszeichnungen für Musikverkäufe (Land/Region, Auszeichnungen, Verkäufe, Quellen) | Silber     | Gold       | Platin         | Diamant     | Verkäufe   | Quellen              |
| -------------------------------------------------------------------------------------------- | ---------- | ---------- | -------------- | ----------- | ---------- | -------------------- |
| Australien (ARIA)                                                                            | —          | 7× Gold7   | 38× Platin38   | —           | 2.975.000  | aria.com.au          |
| Belgien (BRMA)                                                                               | —          | —          | 5× Platin5     | —           | 180.000    | ultratop.be          |
| Brasilien (PMB)                                                                              | —          | 18× Gold18 | 18× Platin18   | 8× Diamant8 | 2.380.000  | pro-musicabr.org.br  |
| Dänemark (IFPI)                                                                              | —          | 3× Gold3   | 5× Platin5     | —           | 480.000    | ifpi.dk              |
| Deutschland (BVMI)                                                                           | —          | 2× Gold2   | —              | —           | 375.000    | musikindustrie.de    |
| Frankreich (SNEP)                                                                            | —          | 2× Gold2   | 2× Platin2     | Diamant1    | 833.333    | snepmusique.com      |
| Italien (FIMI)                                                                               | —          | Gold1      | Platin1        | —           | 125.000    | fimi.it              |
| Japan (RIAJ)                                                                                 | —          | Gold1      | —              | —           | —          | riaj.or.jp           |
| Griechenland (IFPI)                                                                          | —          | Gold1      | 4× Platin4     | —           | 90.000     | Einzelnachweise      |
| Kanada (MC)                                                                                  | —          | 9× Gold9   | 29× Platin29   | —           | 2.640.000  | musiccanada.com      |
| Mexiko (AMPROFON)                                                                            | —          | —          | Platin1        | —           | 60.000     | amprofon.com.mx      |
| Neuseeland (RMNZ)                                                                            | —          | Gold1      | 18× Platin18   | —           | 495.000    | radioscope.co.nz NZ2 |
| Niederlande (NVPI)                                                                           | —          | —          | Platin1        | —           | 30.000     | nvpi.nl              |
| Norwegen (IFPI)                                                                              | —          | —          | Platin1        | —           | 40.000     | ifpi.no              |
| Österreich (IFPI)                                                                            | —          | 2× Gold2   | Platin1        | —           | 60.000     | ifpi.at              |
| Philippinen (PARI)                                                                           | —          | —          | Platin1        | —           | 15.000     | Einzelnachweise      |
| Polen (ZPAV)                                                                                 | —          | 5× Gold5   | 7× Platin7     | —           | 400.000    | olis.pl              |
| Portugal (AFP)                                                                               | —          | 3× Gold3   | 10× Platin10   | —           | 116.000    | Einzelnachweise      |
| Schweden (IFPI)                                                                              | —          | Gold1      | Platin1        | —           | 120.000    | sverigetopplistan.se |
| Schweiz (IFPI)                                                                               | —          | 2× Gold2   | 2× Platin2     | —           | 90.000     | hitparade.ch         |
| Spanien (Promusicae)                                                                         | —          | 4× Gold4   | 4× Platin4     | —           | 340.000    | elportaldemusica.es  |
| Vereinigte Staaten (RIAA)                                                                    | —          | 13× Gold13 | 28× Platin28   | —           | 35.000.000 | riaa.com             |
| Vereinigtes Königreich (BPI)                                                                 | 8× Silber8 | 3× Gold3   | 13× Platin13   | —           | 9.700.000  | bpi.co.uk            |
| Zentralamerika (CFC)                                                                         | —          | 4× Gold4   | 2× Platin2     | —           | 280.000    | cfc-musica.com       |
| Insgesamt                                                                                    | 8× Silber8 | 82× Gold82 | 192× Platin192 | 9× Diamant9 |            |                      |